# Extensible Authentication Protocol
Extensible Authentication Protocol (amb acrònim EAP) és un entorn d'autenticació emprat sovint en xarxes sense fils i connexions punt a punt. L'EAP està definit a la recomanació [[rfc:3748|RFC 3748]], que obsoleta la [[rfc:2284|RFC 2284]], i és actualitzada per [[rfc:5247|RFC 5247]].
Protocol molt emprat, sobre tot en comunicacions sense fils IEEE 802.11 amb els estàndards d'encriptació WPA i WPA2 adaptats per la norma IEEE 802.1X amb un centenar de mecanismes EAP.

## Mètodes
L'EAP és un entorn d'autenticació, no és un mecanisme específic d'autenticació. Proveeix funcions comuns de negociació anomenades mètodes EAP. Hi ha actualment al voltant de 40 mètodes definits per les recomanacions RFC de l'IETF. Exemples són EAP-MD5, EAP-POTP, EAP-GTC, EAP-TLS, EAP-IKEv2, EAP-SIM, EAP-AKA i EAP-AKA. També EAP-TLS, EAP-SIM, EAP-AKA, LEAP i EAP-TTLS. Els requeriments del mètodes EAP estan descrits a [[rfc:4017|RFC 4017]].
| Mètode EAP | RFC      | Notes                                                                                             |
| ---------- | -------- | ------------------------------------------------------------------------------------------------- |
| LEAP       | -        | Definida per l'empresa Cisco. LEAP utilitza MS-CHAP                                               |
| TLS        | RFC 5216 | Utilitza Transport Layer Security (TLS)                                                           |
| MD5        | RFC 2284 | Empra funcions hash MD5                                                                           |
| POTP       | RFC 4793 | Empra codi PIN                                                                                    |
| PSK        | RFC 4764 | Utilitza Pre-Shared Key                                                                           |
| PWD        | RFC 5931 | Està basat en Andoid 4.0                                                                          |
| TTLS       | RFC 5281 | Definida per Funk Software i Certicom                                                             |
| IKEv2      | -        | Està basada en Internet Key Exchange                                                              |
| FAST       | RFC 4851 | Proposat per Cisco per a remplaçar LEAP                                                           |
| SIM        | RFC 4186 | Emprat per targetes SIM del sistema GSM. Empra Authentication, Authorization and Accounting (AAA) |
| AKA        | RFC 4187 | Utilitzat per UMTS (Universal Mobile Telecommunications System)                                   |
| AKA'       | RFC 5448 | S'empra a xarxes no 3GPP                                                                          |
| GTC        | RFC 2284 | Empra One-time password                                                                           |
| EKE        | RFC 6124 | Utilitza Encrypted key exchange                                                                   |

## Encapsulament
Cada protocol que utilitza EAP defineix una manera d'encapsular missatges EAP dintre dels missatges del protocol. Tipus d'encapsulats :
| Encapsulats         | Notes                                     |
| ------------------- | ----------------------------------------- |
| IEEE 802.1X         | També coneguda com EAP sobre LANs o EAPOL |
| PEAP                | També coneguda com Protected EAP          |
| RADIUS and Diameter | Emprat per NAS(Network Access Server)     |
| PANA                | Està basat en el protocol IP              |
| PPP                 | Definit per [[rfc:3748\|RFC 3748]]        |